# Société de protection des droits des aborigènes de la Côte de l'Or
La Société de protection des droits des aborigènes de la Côte de l'Or ou en anglais Gold Coast Aborigines'Rights Protection Society (abrégé en ARPS) est une organisation anticolonialiste africaine formée en 1897 sur la Côte de l'Or, désormais Ghana. Créée à l'origine par les chefs traditionnels et l'élite éduquée pour protester contre le projet de loi sur les terres de la Couronne de 1896 et le projet de loi sur les terres de 1897, qui menacent le régime foncier traditionnel, l'ARPS devient la principale organisation politique qui mène une opposition organisée et soutenue contre le gouvernement colonial en la Côte de l'Or, jetant les bases d'une action politique qui conduirait finalement à l'indépendance du Ghana. Ses délégués sont actifs dans les organisations internationales et lors du Congrès panafricain de 1945, il obtint le soutien de Kwame Nkrumah, qui devint plus tard le principal dirigeant du mouvement indépendantiste. Cependant, les intellectuels de la classe moyenne qui soutiennent la Société se désolidarisent de Kwame Nkrumah parce qu'ils sont moins engagés dans un effort révolutionnaire à grande échelle. Par conséquent, la Société décline en tant que force politique majeure.
Les cofondateurs sont J. W. de Graft-Johnson, Jacob Wilson Sey, J. P. Brown, J. E. Casely Hayford et John Mensah Sarbah.

## Fondation
L'ARPS s'est formée en tant que conglomérat de différents groupes d'intellectuels de Cape Coast et du sud du Ghana qui cherchent à protéger les pratiques foncières traditionnelles des peuples indigènes de la Côte de l'Or contre l'usurpation par le gouvernement colonial britannique. L'un des objectifs initiaux de l'ARPS est de garantir "que chaque personne puisse comprendre [le Lands Bill de 1897] de la même manière". L'ARPS devient une voix pour les droits des peuples autochtones en diffusant leurs objectifs dans leur propre journal, Gold Coast Aborigines, et en défendant les droits fonciers des autochtones en présentant les raisons de leur désaccord avec le Lands Bill de 1897 devant le Conseil Législatif. En particulier, John Mensah Sarbah, un membre clé de l'ARPS et un avocat, plaide contre l'introduction du Lands Bill de 1897 en arguant qu'il n'est pas différent d'un précédent projet de loi infructueux en 1894; que son introduction rompt les liens familiaux et sociaux et que la terre est précieuse pour les peuples autochtones en raison de sa signification religieuse. L'ARPS envoie alors une délégation à Londres afin de plaider pour le rejet du Lands Bill de 1897 devant Joseph Chamberlain, alors secrétaire d'État britannique. Un aspect notable de la délégation est qu'elle comprend non seulement des membres de l'élite de la Côte de l'Or, mais aussi des marchands éminents. C'est grâce à leur rencontre avec Joseph Chamberlain que l'ARPS obtient un soutien pour la dénonciation du Lands Bill de 1897 et l'assurance que "le droit indigène resterait et prévaudrait en matière de dévolution des terres". L'ARPS tombe en désuétude en échange de nouveaux mouvements nationalistes, tels que le Congrès national de l'Afrique occidentale britannique (NCBWA) en 1920.

### Influences
La formation de l'ARPS est intervenue à une période de la fin du XIXe siècle au cours de laquelle l'élite éduquée de la Côte de l'Or est systématiquement exclue des postes de haut rang au sein du gouvernement colonial. C'est cette exclusion, en partie, qui alimente à la fois le nationalisme culturel et l'activité politique anticoloniale qui conduit à la création de l'ARPS en 1897. Dans le cadre de l'émergence du nationalisme culturel à la fin du XIXe siècle, les membres de l'élite éduquée de toute la région de l'Afrique de l'Ouest commencent à revenir à leurs racines traditionnelles en revendiquant leurs « noms africains d'origine, lorsqu'ils peuvent être découverts… » ou « de nouveaux des noms africains quand ils ne le peuvent pas ». Cette récupération de la nomenclature influence la dénomination de la Gold Coast Aborigines'Rights Protection Society, car elle est conçue à l'origine comme une branche de la Aborigines'Protection Society de Londres, mais plus tard renommée de manière à servir d'entité unique avec un lien direct. connexion au continent africain en général et à la Côte de l'Or en particulier.

### Critique des objectifs
La fondation de l'ARPS est ancrée dans la conviction que les actions politiques de l'ARPS et le mouvement contre les empiètements étrangers sur les terres indigènes sont des «véhicules conjoints du nationalisme». De plus, les principaux acteurs de l'ARPS fondent leur croyance en un mouvement contre le Lands Bill de 1897 sur l'hypothèse que « les intérêts économiques des chefs [de village] sont identiques à ceux de la population rurale dans son ensemble ». Cette hypothèse est nécessaire pour cultiver le soutien à l'opposition au projet de loi sur les terres de 1897, car elle alimente le soutien public en faveur d'un retour aux formes traditionnelles de régime foncier qui confient la propriété foncière aux mains des populations rurales plutôt qu'aux mains d'acteurs étrangers. Pour comprendre les critiques des objectifs nationalistes de l'ARPS, il est important de noter qu'une grande partie du scepticisme quant aux véritables intentions des membres de l'ARPS provient des administrateurs coloniaux britanniques qui méprisent les tentatives de l'ARPS de s'opposer au Lands Bill de 1897. Ceci est mis en évidence dans la controverse qui suggère que malgré les croyances des administrateurs coloniaux de l'ARPS dans l'intérêt personnel des mouvements de protestation, "il y a des preuves accablantes d'une longue histoire de coopération entre les intellectuels et les autorités politiques indigènes, à du moins à Cape Coast".

## Héritage

### Interaction globale

#### Perception de la discrimination raciale dans le monde
Une analyse de l'impact de l'ARPS doit généralement être limitée à l'impact de la société sur la politique locale dans la région de la Côte de l'Or. Cependant, l'ARPS s'intéresse non seulement à la protection des droits des peuples autochtones de la Côte de l'Or, mais aussi aux luttes mondiales plus larges de la diaspora africaine, y compris les États-Unis, l'Europe et les Antilles. L'intérêt de l'ARPS pour les affaires des personnes de couleur à l'étranger repose sur la notion de l'importance de la race au-delà des limites d'un contexte africain et de la prévalence mondiale de la discrimination raciale. La connexion de l'ARPS avec les mouvements mondiaux pour la liberté et les droits des personnes de couleur commence par des interactions entre les dirigeants de l'ARPS et d'autres dirigeants anti-impérialistes et panafricanistes à l'étranger et s'est terminée par l'implication de l'ARPS lors du Congrès panafricain en 1945. 

#### Activités de l'ARPS à l'étranger
L'intérêt de l'ARPS pour les mouvements mondiaux prend d'abord de l'ampleur lorsque la nouvelle du succès de divers efforts anticoloniaux atteint la Côte de l'Or, en particulier la victoire du Japon dans la guerre russo-japonaise et la victoire de l'Éthiopie dans la première guerre italo-éthiopienne. En plus des nouvelles des mouvements anticoloniaux réussis, l'ARPS s'intéresse à la formation croissante de conférences panafricaines qui cherchent à discuter des questions affectant les races autochtones.  L'ARPS s'est particulièrement intéressée à la conférence panafricaine qui a eu lieu en juillet 1900 à Londres, la première conférence de ce type à avoir lieu. L'influence de cette conférence sur les membres de l'ARPS est une conviction renouvelée que, finalement, les peuples autochtones africains seraient capables de se soulever avec succès contre les puissances coloniales européennes qui les ont gouvernés pendant des siècles et commenceraient à se gouverner. Cet intérêt pour le panafricanisme s'est manifesté dans les tentatives de l'ARPS d'organiser une conférence similaire sur la Côte de l'Or, bien que l'idée ne se soit jamais concrétisée. Malgré cette incapacité à créer sa propre conférence panafricaine, l'ARPS a participé en 1912 à une conférence panafricaine à ce qui est aujourd'hui l'Université de Tuskegee.

#### Impact de l'exposition internationale
L'impact de l'interaction de l'ARPS avec les mouvements panafricanistes et anti-impérialistes mondiaux repose sur la capacité de ces interactions non seulement à porter les griefs des indigènes de la Côte de l'Or sur la scène mondiale, mais aussi à aider l'ARPS à gagner un levier avec lequel faire pression sur le gouvernement colonial de la Côte de l'Or pour qu'il reconnaisse la légitimité de ses objectifs culturels, nationalistes et politiques. Une autre conséquence de l'interaction de l'ARPS avec d'autres mouvements mondiaux est l'acquisition de connaissances sur la manière dont la domination africaine réussie de la domination coloniale pouvait avoir lieu. Une idée d'un intérêt particulier pour l'ARPS est la création d'un commerce entre «nous tous qui sommes de sang africain».

### Critique
Une critique courante de l'ARPS est que ses membres cherchent à obtenir un plus grand gain financier et politique pour la bourgeoisie et les élites africaines, plutôt que pour le peuple. Une partie de cette critique réside dans une disjonction entre les valeurs du nationalisme culturel adoptées par l'ARPS qui préconise une lutte pour les peuples autochtones étant donné le lien que l'ARPS a avec le gouvernement colonial britannique. Plus précisément, de nombreux membres de l'ARPS font leurs études à l'étranger et font partie d'une classe supérieure africaine qui prendrait en charge l'administration de la Côte de l'Or si la région devient indépendante de la domination coloniale et détient ainsi un pouvoir similaire à celui des colonialistes sur leurs frères indigènes. De plus, dans les tentatives de l'ARPS de s'engager à l'échelle mondiale avec d'autres mouvements anti-impérialistes et panafricanistes, l'ARPS exige de grosses sommes d'argent pour financer leurs voyages, qu'ils acquièrent en facturant les chefs tribaux des communautés locales de manière disproportionnée tel qu'une cotisation pour devenir membre de l'ARPS. Ces critiques des désirs et des motivations de l'ARPS sont renforcées par le résultat de l'ordonnance sur l'administration indigène de 1927, qui permet aux chefs des groupes indigènes de la Côte de l'Or d'avoir une interaction directe avec le gouvernement colonial. C'est en même temps que la mise en œuvre de cette ordonnance que l'ARPS commence à perdre une partie de son pouvoir, car elle ne peut plus utiliser les chefs indigènes de la Côte de l'Or comme levier pour obtenir des fonds. Certains critiquent également les membres de l'ARPS parce que beaucoup ne sont pas revenus à leurs racines africaines ancestrales, malgré leurs louanges constantes de la nécessité de revenir aux racines africaines traditionnelles comme moyen de réaliser pleinement les politiques nationalistes culturelles qu'ils soutiennent.

## Présidents
- Jacob Wilson Sey
- J.P. Brown
- J. E. Casely Hayford
- Willem Essuman Pietersen (vers 1844-1914)
- J.E. Biney
- Henry van Hien
- Kobina Sekyi